# Feathers (album)
 (septembre 2013).
Si vous disposez d'ouvrages ou d'articles de référence ou si vous connaissez des sites web de qualité traitant du thème abordé ici, merci de compléter l'article en donnant les références utiles à sa vérifiabilité et en les liant à la section « Notes et références ».
Albums de Buckethead
Halls of Dimension
(2013) Splatters
(2013)
Feathers est le 58e album de Buckethead et le 28e volume de la série « Buckethead Pikes ». Il a été annoncé le 24 septembre 2013 en version numérique pour le 4 octobre et en version limitée pour le 8 octobre (300 exemplaires) consistant d'un album à pochette vierge dédicacée et numérotée de 1 à 300 par Buckethead. Contrairement aux autres version limitée offertes cette année, la pochette fut signée à l'aide d'un marqueur à encre rouge plutôt que noire.
Une version standard a été annoncée, mais n'est toujours pas disponible.

## Liste des titres
| 1.    | Feathers       | 2:48 |
| 2.    | Claw Station   | 2:13 |
| 3.    | Mill           | 5:12 |
| 4.    | Faded          | 6:33 |
| 5.    | Cactus Spines  | 4:46 |
| 6.    | Lake Whisperer | 3:35 |
| 7.    | Rooster Row    | 6:32 |
| 31:39 |                |      |